# Celosia castrensis
Celosia castrensis är en amarantväxtart som beskrevs av Carl von Linné. Celosia castrensis ingår i släktet celosior, och familjen amarantväxter. Inga underarter finns listade i Catalogue of Life.